# Ingeniería de costos
La ingeniería de costos es la práctica ingenieril enfocada a la gestión de proyectos con un enfoque particular en costos; esta incluye actividades como la estimación y control, pronóstico, evaluación de inversiones y análisis de riesgos. El presupuesto de ingeniería de costos planifica y monitorea proyectos de inversión. También se busca el equilibrio entre el balance de costos, calidad y requisiciones de tiempo.
Las habilidades y el conocimiento de esta disciplina son similares a aquellos usados en la Gestión de Costos de Construcción.
Un ingeniero de costos es "un ingeniero cuyo juicio y experiencia se utilizan en la aplicación de principios y técnicas científicas a problemas de estimación; control de costos; ciencia de la planificación y gestión empresarial; análisis de rentabilidad, gestión de proyectos; y planificación y programación."

## Panorama general
Un objetivo clave en la ingeniería de costos es aproximarse a estimados de costos y cronogramas precisos, evadiendo sobrecostos y retrasos de cronograma. La ingeniería de costos va más allá de la estimación y programación de cronogramas, pues proporciona también gestión de recursos e información útil para facilitar el proceso de toma de decisiones. "El marco de la ingeniería de costos puede ser considerado como una amplia gama de aspectos relacionados con costos de ingeniería y gestión de proyectos; en particular, el pronóstico de costos, su análisis y evaluación de riesgos, diseño para costos, programación y análisis de horarios." Esta amplia gama representa la interacción de los campos de gestión de activos, administración e ingeniería, aunque la mayoría de la gente no está al corriente de esto. La percepción más obvia hacia la ingeniería de costos es que "ocupa cuestiones técnicas como el diseño físico de un sistema o estructura". Sin embargo, más allá de la manifestación física en una estructura o sistema (por ejemplo, un edificio), hay muchas más otras dimensiones intangibles a considerar; por ejemplo: el dinero, el tiempo y los recursos que fueron invertidos en la creación, diseño y construcción del edificio. Los ingenieros en costos se refieren a estas inversiones como "costos".
La ingeniería en costos, puede entonces ser considerada como un complemento de la ingeniería tradicional. Además, la ingeniería de costos, reconoce y se enfoca en las relaciones entre las dimensiones físicas con la de las costos, o la de cualquier otro concepto que requiera la ingeniería para su desarrollo. La ingeniería de costos es enseñada comúnmente como parte de la ingeniería de construcción, ingeniería industrial, ingeniería civil, y está relacionado con éstos porque su práctica es frecuente en la ingeniería y construcción de proyectos de capital. La ingeniería económica es un requisito, tanto de habilidad como de conocimiento, en el área ingeniería de costos.
La Sociedad Mexicana de Ingeniería Económica y de Costos A.C. (SMIEC) definió el término Ingeniería de costos en su acta constitutiva del año 1969 como el campo de la ingeniería en el que se utilizan la experiencia y criterio del profesional en la aplicación de principio y técnicas científicos a los problemas de estimación de costos, control de costos y rentabilidad de inversiones.
La Asociación Americana de Ingeniería de Costos (AACE por sus siglas por sus siglas en inglés) se dedica a la promoción y creación de las bases y conceptos establecidos en la gestión de costo total ( TCM por sus siglas en inglés). TCM es la aplicación efectiva de técnicas profesionales para planear y controlar recursos, costos, rentabilidad y desperdicios. En otras palabras, es una aproximación sistemática para la gestión a través del ciclo de vida de empresas, programas, instalaciones, proyectos, productos o servicios. Esto se logra a través de la aplicación de principios de ingeniería y gestión de costos; así como de metodologías aprobadas y última tecnología en auxilio de gestión de procesos. El TCM es la práctica ingenieril en donde el juicio y la experiencia son utilizados en la aplicación de principios y técnicas científicas para la solución de problemas de negocios y programación de planeación, estimación de costos, análisis financiero, ingeniería de costos, programación y gestión de proyectos, programación de horario, y medición de rendimiento costo-horario. En resumen, esta lista de prácticas conforman la "ingeniería de costos"; mientras que el "proceso" por el que estas prácticas son aplicadas se le llama "gestión de costo total".

## Historia
La ingeniería de costos como práctica ingenieril comenzó en 1956, con la fundación de la AACE. Las áreas de habilidades y conocimiento de la ingeniería de costos son similares a aquellas de la topografía. AACE International es una de las muchas organizaciones internacionales en dicho campo de la ingeniería . El Congreso Internacional de Ingeniería de Costos (ICEC por sus siglas en inglés) fue fundado en 1976 como una Confederación Mundial de Sociedades de Ingeniería de Costos y Gestión de Proyectos.
En América Latina la Sociedad Mexicana de Ingeniería Económica y de Costos SMIEC fue la precursora del estudio formal de la ingeniería de costos en 1969, donde su creación perseguía un objetivo primordial de “promover la ciencia y las técnicas de la Ingeniería de Costos a través de los medios profesionales, científicos y educativos, en beneficio de la colectividad y del país”.
En el año de 1976, cuatro asociaciones de costos fundan la ICEC: Estados Unidos (AACE), México (SMIEC), Países Bajos (DACE) y Reino Unido (ACOSTE). Hoy en día, ICEC es el representante a nivel mundial a través de 43 asociaciones que representan a profesionales en la administración de costos en todo el mundo, existe a través Sociedades similares a saber, mismas que están distribuidas mundialmente en 4 Regiones: América, Europa, África y Asia-Pacífico.
En 2006, AACE publicó el Marco de Gestión de costo total, el cual establece el esquema y proceso para aplicar las habilidades y el conocimiento en ingeniería de costos. También es conocido por ser el primer marco en el mundo en establecer procesos para el desarrollo de programación de portafolios y gestión de proyectos.

## Títulos profesionales o puestos en la Ingeniería de costos
De acuerdo a la AACE, "Los practicantes de la ingeniería de costos tienden a:
1. Especializare en alguna función (por ejemplo, en la estimación de costos, la planeación y programación de horarios, etc.)
2. Enfocarse en la gestión de un activo en particular o en el control de gestión de proyectos a través del método de costo total
3. Enfocarse en una industria en particular (por ejemplo, en ingeniería y construcción, TI, etc.) o en un tipo de activo en particular (por ejemplo, procesos químicos, edificios, software, etc.)".

Además, "Los practicantes pueden trabajar en un negocio que posee y opera un activo (haciendo énfasis en la economía y el análisis) o pueden trabajar para un contratista que ejecute proyectos (haciendo énfasis en planeación y control)."
Algunos títulos en la ingeniería de costos incluyen los siguientes:
- Especialista en cambios y reclamaciones
- Gerente de construcción
- Especialista en gestión de contratos
- Analista de costos
- Ingeniero en costos
- Estimador de costos
- Ingeniero en programación de horarios
- Gerente de pre-construcción
- Ingeniero en construcción de proyectos
- Administrador o gerente de proyectos
- Controlador de cantidades
- Estimador en construcción